# Casino (álbum de Al Di Meola)
Casino es el tercer álbum de estudio de Al Di Meola. Fue producido por Al Di Meola y publicado por Columbia en 1978. El ingeniero de grabación fue Dave Palmer, asistido por Jim Galante, en los estudios "Electric Lady", en New York. Las canciones fueron arregladas
por Al Di Meola, por ejemplo, "Egyptian Danza, "Señor Mouse", de Chick Corea, y "Fantasia Suite for Two Guitars", en la cual Al Di Meola interpreta todos los instrumentos. Dicho tema fue también versionado por Al Di Meola, John McLaughlin y Paco de Lucía en Friday Night in San Francisco, con el título de "Fantasia Suite". Otros músicos invitados fueron, por ejemplo, Steve Gadd, Anthony Jackson y Eddie Colon.
Casino fue elegido como el Mejor Álbum del Año por la revista Guitar Player, la cual también eligió a Al Di Meola como el Mejor Guitarrista de Jazz del Año, en 1978. Además, llegó al puesto 5 de la lista de Álbumes de Jazz y al puesto 52 de los 200 mejores álbumes según Billboard en los Estados Unidos en 1978.

## Canciones
1. "Egyptian Danza" (Al Di Meola) - 5:57
2. "Chasin' The Voodoo" (Mingo Lewis) - 5:05
3. "Dark Eye Tango" (Al Di Meola) - 5.25
4. "Señor Mouse" (Chick Corea) - 7:21
5. "Fantasia Suite for Two Guitars" (Al Di Meola) - 5:12
- "Viva La Danzarina"

- "Guitars Of The Exotic Isle"

- "Rhapsody Italia"

- "Bravoto Fantasia"

6. "Casino" (Al Di Meola) - 9:29

## Personal
- Al Di Meola = Guitarra eléctrica, guitarra acústica, mandolina, castañuelas, palmas, zapateo, congas, bongos, productor.
- Steve Gadd = Batería (excepto en "Fantasia Suite for Two Guitars").
- Anthony Jackson = Bajo (excepto en "Fantasia Suite for Two Guitars").
- Barry Miles = Piano eléctrico, mini Moog, órganos, piano acústico y marimba.
- Mingo Lewis = Congas, bongos y percusión (excepto en "Egyptian Danza" y "Fantasia Suite for Two Guitars").
- Eddie Colon = Timbales y roto toms (en "Casino").
- Dave Palmer = Ingeniero de grabación.
- Jim Galante = Ingeniero de grabación asistente.